# エド・ウッド
エド・ウッド（Ed Wood）として知られるエドワード・デイヴィス・ウッド・ジュニア（Edward Davis Wood Jr.、1924年10月10日 - 1978年12月10日）は、アメリカ合衆国の映画監督。映画プロデューサー、脚本家、俳優もすべて務めた。
自らが製作した映画がすべて興行的に失敗した為、「アメリカで最低の映画監督」と呼ばれ、常に赤貧にあえぎ、貧困のうちに没した。死因はアルコール中毒。

## 人物・エピソード
没後はしばらく忘れられていたが、映画の上映権を買い叩かれた結果、深夜テレビの映画枠で繰り返し放送されることになった『プラン9・フロム・アウタースペース』が一部でカルト的な人気を得て映画評論家の目に止まり、1980年に「ゴールデンターキー賞」という本において「歴代最低映画」として紹介され、「再評価」が始まった。
彼の映画の出来が、一義的には「最低最悪」であることに異論をはさむものは少ない。彼が再評価されたのは、最低最悪の出来の映画ばかり作り、評価も最悪であり続けた（というよりも評価対象以前だった）にもかかわらず、それでもなお映画制作に対する熱意や、ほとばしる情熱を最後まで失わなかったためである。これをもって「ハリウッドの反天才」「芸術の突然変異」との称号で称されることもある。
映画作りへの強い情熱を持っていたものの、周りの環境に恵まれることはなかった。自身の最高傑作と信じた『プラン9・フロム・アウタースペース』に全く買い手が付かず、それどころかフィルムの営業をしていたプロデューサーが疲労と絶望のうちに亡くなってしまう。この事態には、さすがのエド・ウッドも打ちひしがれ、アルコールに依存し酒浸りの生活を送るようになった。また、質の悪い映画の常連でありながらも圧倒的な演技力でメリハリを作っていたベラ・ルゴシが死去するなど、精神的負担が大きくなる出来事が立て続けに起きた。一般に彼の映画のうち「評価」される（つまり彼の個性や作風、映画作りに対する意欲などを明確に感じられる）のは『プラン9』以前の三本までで、以降はただ単に退屈なだけの映画と認知されている。晩年は、旺盛であった映画作りに対する意欲すら失われ、低予算映画の脚本やポルノ小説の執筆で糊口を凌いでいたと言われる。
彼のファンといわれる映画監督にはティム・バートン、ジョン・ウォーターズ、デヴィッド・リンチ、サム・ライミ、クエンティン・タランティーノなど。
ウッド自身の人物像・生涯は、ジョニー・デップ主演で映画化された『エド・ウッド』で垣間見ることができる。そのほか関連資料『映画秘宝 エド・ウッドとサイテー映画の世界』と伝記『エド・ウッド 史上最低の映画監督』に詳細が掲載されている。
2011年に元恋人で作曲家のドロレス・フラー、2015年3月グレゴリー・ウォルコット、そして2017年12月にコンラッド・ブルックスが死去したことで、エド・ウッド映画に出演していた役者は全員鬼籍に入ることとなった。

### 軍歴
ウッドは1942年、真珠湾攻撃の後にアメリカ海兵隊に入隊。第2防衛大隊に配属され伍長となり、タラワの戦いに参加した。彼は日本兵の銃床で殴打され前歯2本を失い、また機関銃の攻撃によって足を数回撃たれている。
女装癖があり、第二次世界大戦に従軍した際、上陸作戦中にブラジャーとパンツを軍服の下に着込んでいた。彼は「殺されるよりも、負傷して軍医にばれることを恐れた」と主張した。

## フィルモグラフィー
- グレンとグレンダ Glen or Glenda (1953) 監督・脚本・出演
- 牢獄の罠 Jail Bait (1954) 監督・脚本・原案・製作
- 怪物の花嫁 Bride of the Monster (1955) 監督・脚本・原案・製作
- プラン9・フロム・アウタースペース Plan 9 From Outer Space (1959) 監督・脚本・原案・製作
- 死霊の盆踊り Orgy of the Dead (1965) 脚本・原案・製作
- エド・ウッドのX博士の復讐 Venus Flytrap / Body of the Prey / The Revenge of Doctor X (1970) 脚本（クレジット無し）
- ポルノ同窓会/輪獣 The Class Reunion (1972) 脚本
- 淫欲(秘)地帯 The Snow Bunnies (1972) 脚本
- クレイジー・ナッツ 早く起きてよ I Woke Up Early the Day I Died (1998) 脚本

このうち、『クレイジー・ナッツ』はエド・ウッドの遺稿を忠実に映画化したもので、脚本にセリフが書かれていなかった為いっさいセリフのない実験映画となっている。出演者らも妻キャシー・ウッドを含む非常に豪華な面々であり映画人のエド・ウッドへの愛慕を示す好例である。
また、この他に多くのポルノ作品を監督している。

## 関連資料・伝記
- ティム・バートン監督の伝記映画：『エド・ウッド』　エド・ウッド役＝ジョニー・デップ
- 『映画秘宝 エド・ウッドとサイテー映画の世界』（洋泉社、1995年）
- ルドルフ・グレイ（著）、稲葉紀子（訳）『エド・ウッド 史上最低の映画監督』（早川書房、1995年）